# Tu mirada en mi
"Tu mirada en mi" é uma canção da dupla americana de música pop Ha*Ash. Foi lançado pela Sony Music Latin em 22 de abril  de 2006 como single. É o quarto single do seu álbum de estúdio Mundos Opuestos (2005). Foi lançado oficialmente apenas para os Estados Unidos.

## Composição e desempenho comercial
Foi lançado oficialmente como o quarto single do seu álbum de estúdio Mundos Opuestos em 22 de abril de 2006. "Tu mirada en mi" foi escrito por Ashley Grace, Hanna Nicole, Leonel García e Gian Marco, enquanto Áureo Baqueiro produziu a música. A música é uma balada. Em 2006 atingir a posição 50 na lista Latin Pop Songs da Billboard nos Estados Unidos. O mesmo ano foi indicado para canção curta veias do ano pelo Premios Juventud.

## Vídeo musical
O vídeo musical de "Tu mirada en mi" foi lançado em abril de 2006. Dirigido por David Ruiz. Ao longo do video, você pode ver as garotas da dupla cantando e tocando instrumentos, enquanto imagens são mostradas, onde um veículo cai na água, terminando em chamas, enquanto os ocupantes eram um avô e sua neta inconsciente. Enquanto o vídeo avança, o avô tenta reanimá-la, e quando ele finalmente consegue, ela o abraça. O final do vídeo deixa uma mensagem sobre um dos mais puros de amor que pode haver, o amor por ele avô.

## Desempenho nas tabelas musicais
| Tabela musical (2006)              | Maior posição |
| ---------------------------------- | ------------- |
| Estados Unidos - (Latin Pop Songs) | 50            |

## Prêmios
| Ano  | Cerimônia        | Nomeação        | Resultado |
| ---- | ---------------- | --------------- | --------- |
| 2006 | Premios Juventud | Canção favorito | Indicado  |

## Histórico de lançamento
| Região       | Data                | Formato | Gravadora        | Ref.  |
| ------------ | ------------------- | ------- | ---------------- | ----- |
| Mundialmente | 22 de abril de 2006 | Airplay | Sony Music Latin | [ 6 ] |